# Herb Jana XXIII
Herb papieski Jana XXIII był oficjalnym herbem Stolicy Apostolskiej w czasie pontyfikatu Jana XXIII (1958–1963).

## Skład
Herb składa się z tarczy herbowej, dwóch kluczy św. Piotra, oraz tiary papieskiej umieszczonej nad tarczą. Tarcza składa się z dwóch części: górnej trapezoidalnej białej, oraz dolnej czerwono białej.
Część biała jest mniejsza. Znajduje się na niej złoty lew ze skrzydłami, trzymający otwartą księgę. Jest on zaczerpnięty z herbu Wenecji i wielowiekowej symboliki tego miasta, której Angelo Giuseppe Roncalli był patriarchą w latach 1953–1958. Lew trzymający otwartą księgę z łacińskim napisem "Pax Tibi, Marce, Evangelista Meus" spotykany jest w dekoracjach i sztuce weneckiej.
Dolna część jest podzielona na 3 poziome pasy (czerwony, biały i czerwony), a na nich znajduje się wieża. Na górnym pasie czerwonym znajdują się dwie lilie. Papież Jan XXIII jako swoją dewizę wybrał Oboedientia et pax (Posłuszeństwo i pokój).